# Michael Todd (musicista)
Michael Todd, detto "Mic" Todd (Kingston - New York, 1980), è un bassista statunitense.
È stato il bassista della band di alternative metal/emo Coheed and Cambria. Prima del suo abbandono, ufficializzato nel Novembre del 2006, è stato con i Coheed per dieci anni. Per la tournée dell'estate del 2006 Matt Williams gli è subentrato. Il 25 aprile 2007 è stato annunciato (attraverso il sito ufficiale dei Coheed and Cambria) che Todd si è riunito nuovamente ai Coheed and Cambria per la registrazione del nuovo album e per il Warped Tour 2007.

## Shabutie
Quando uno dei membri fondatori della band degli Shabutie, il bassista Jon Carleo, la abbandonò, il batterista Nate Kelley propose Todd come sostituto. Originariamente un chitarrista, Todd venne chiamato per completare la sezione ritmica degli Shabutie, ne divenne il bassista ufficiale ed affrontò con loro il passaggio dall'alt-rock degli Shabutie al progressive rock dei Coheed and Cambria.

## Coro
Durante i concerti, Todd fa da corista per canzoni dei Coheed come "Devil In Jersey City", "Everything Evil", "Delirium Trigger", "Hearshot Kid Disaster", "Junesong Provision", "In Keeping Secrets Of Silent Earth: 3", "Three Evils (Embodied In Love And Shadow)", "The Velourium Camper III: Al The Killer" e "The Suffering". In quest'ultima canzone usa il falsetto visto che originariamente la parte è femminile.